# هجوما النرويج 2011
هجوما النرويج 2011 أو كما يُشار إليهما في النرويج أحداث 22 يوليو (باللغة النرويجية: 22 juli) أو 22/7 تاريخ الحدث، هما هجومان إرهابيان متتاليان من نوع الذئب المنفرد قام بهما أندرس بهرنغ بريفيك ضد الحكومة والسكان المدنيين ومعسكر الصيف الخاص باتحاد العمال الشباب، والذي لاقى فيهما 77 شخصا مصرعهم.
كان الهجوم الأول انفجار سيارة مفخخة في أوسلو في Regjeringskvartalet وهو مركز الحكومة التنفيذي في النرويج عند الساعة 15:25:22 بتوقيت وسط أوروبا الصيفي. وُضعت المتفجرات بداخل شاحنة بجانب برج شاهق يسكنه رئيس وزراء النرويج ينس ستولتنبرغ. أودى الانفجار بأرواح ثمانية وأصاب 209 آخرين على الأقل منهم 12 في حالة خطرة.
وقع الهجوم الآخر بعد أقل من ساعتين في معسكر صيفي في جزيرة أوتويا في بوسكرود. نظم المعسكر اتحاد العمال الشباب، وهو فرع الشباب من حزب العمال النرويجي الحاكم. لبس بريفيك زي شرطة صنعه منزليا كما أظهر أوراق شخصية مزيفة، وأخذ عبارة إلى الجزيرة وفتح النار على المشاركين قاتلا 69 وجرح على الأقل 110 منهم 55 في حالة خطرة. كان من بين الأموات أصدقاء لرئيس وزراء النرويج ينس ستولتنبرغ، والأخ غير الشقيق للأميرة ميته ماريت ولية عهد النرويج.
كان الهجوم الأكثر حصدا للأرواح في النرويج منذ الحرب العالمية الثانية، كما أظهرت دراسة أن واحدا من كل أربعة نرويجيين يعرفون شخصا ما تأثر بالحدث. أعلن الاتحاد الأوروبي وحلف شمال الأطلسي والعديد من الدول دعمهم للنرويج واستنكروا الهجومين. استنتج تقرير جيورف في 2012 أن الشرطة النرويجية كانت بمقدورها منع التفجير والقبض على بريفيك في أوتويا، وأنه كان لا بد من أخذ الاحتياطات لمنع وقوع المزيد من الهجمات و«تخفيف الأعراض العكسية».
ألقت الشرطة النرويجية القبض على أندرس بهرنغ بريفيك، وهو نرويجي يميني متطرف يبلغ من العمر 32 سنة على جزيرة أوتويا وأدانته بالهجومين. وقعت محاكمته بين 16 أبريل و22 يونيو 2012 في محكمة مقاطعة أوسلو، حيث اعترف بريفيك بتنفيذه للهجومين، ولكنه أنكر كونه مذنبا وأن ما فعله هو دفاع عن الضرورة. في 24 أغسطس، حُكم بكون بريفيك مذنبا وحُكم عليه بقضاء 21 سنة في الحجز المشدد في السجن، وهي أقصى عقوبة متاحة في النرويج. يمكن تمديد الحكم إلى الأبد طالما اعتُبر المتهم تهديدا للمجتمع.

## التحضير للهجومين
يدعي بريفيك أنه بدأ التخطيط للأعمال الإرهابية في 2002 وهو في عمر الثالثة والعشرين. كان بريفيك قد شارك لسنوات في نقاشات على منتديات الإنترنت وتحدث ضد الإسلام والمهاجرين. بدأ بريفيك التخطيط الفعلي للهجومين منذ 2009 على الأقل، ولكنه أخفى نواياه العنيفة.

### المحاولة الفاشلة لشراء الأسلحة في براغ
قضى بريفيك ستة أيام في براغ في آخر أغسطس وبداية سبتمبر 2010. بعد استفساراته على الإنترنت، لاحظ بريفيك أن «براغ مشهورة بكونها أكثر نقاط التسليم أهمية للمخدرات والأسلحة في أوروبا». على الرغم من أن براغ بها واحد من أقل معدلات الجريمة من بين العواصم الأوروبية، إلا أن بريفيك أظهر خوفا على سلامته الشخصية، إذ كتب أنه قبل الرحلة إلى هناك كان يعتقد أن براغ مكان خطير به «العديد من المجرمين الخطرين الأشداء».
أخذ بريفيك معه العديد من أزياء الشرطة والتي اشتراها من على الإنترنت خارج القانون، والتي ارتداها لاحقا أثناء الهجوم. على عكس توقعاته، لم يتمكن من الحصول على أي أسلحة من جمهورية التشيك معلقا أنها كانت «أول فشل في عمليته». في النهاية، استنتج أن براغ كانت مدينة «أبعد ما يكون عن كونها مناسبة لشراء الأسلحة»، وأنها «لا تشبه تقرير بي بي سي بأي حال»، وأنه شعر بالأمان في براغ أكثر مما شعر في أوسلو.

### التسلح في النرويج من خلال الإنترنت
في البداية، عقد بريفيك النية على الحصول على الأسلحة من ألمانيا أو صربيا إذا فشلت مهمته في براغ. قاده فشله في التشيك إلى التحصل على الأسلحة من خلال طرق قانونية. قرر بريفيك الحصول على بندقية نصف آلية ومسدس قانونيا في النرويج، مؤكدا على أنه لديه «سجل جنائي نظيف، ورخصة صيد وأنه يمتلك بندقية يدوية وشوزن عيار 12 لمدة سبع سنوات»، وبالتالي فإن الحصول على أسلحة قانونيا لن يشكل مشكلة.
عند عودته إلى النرويج، تحصل بريفيك على رخصة قانونية لشراء بندقية نصف آلية مخصصة لصيد الغزلان، إذ اشتراها في آخر 2010 بحوالي 1400 يورو (2000 دولار). أراد في البداية شراء بندقية نصف آلية عيار 7.62x39 ملم، ولكنه عزف عنها واختار الأولى لأسباب مجهولة.
إلا أن حصوله على رخصة للمسدس كان أكثر صعوبة، إذ أنه كان عليه الحضور المستمر في نادي رماية رياضي. اشترى بريفيك أيضا 30 مجلة للبندقية من موزع أمريكي، وست مجلات للمسدس في النرويج. من نوفمبر 2010 إلى يناير 2011 خاض حوالي 15 جلسة تدريب في نادي أوسلو للمسدسات، وبحلول منتصف يناير قُبل طلبه للحصول على مسدس جلوك.
ادعى بريفيك في المانيفستو الخاص به أنه اشترى 300 جم من نترات الصوديوم من محل بولندي بعشرة يورو. أدت عملية الشراء هذه إلى وضع بريفيك تحت مراقبة المخابرات النرويجية والتي لم تتصرف لأنها لم تعتقد أن أعماله لها علاقة بمخاوف العمليات الإرهابية.
خطط بريفيك أيضا لحضور جلسة دينية أخيرة في كنيسة فروغنر في أوسلو قبل الهجوم.

## الدافع
منفذ الهجوم وهو أندرس بهرنغ بريفيك فاشي ونازي متطرف له موقع إلكتروني يناهض الإسلام ويتخذ موقفا متشددا من الأجانب والهجرة. لذا فمن المرجح أن الهجومين كان الهدف منهما الوقوف في وجه سياسات رئيس الوزراء النرويجي ينس ستولتنبرغ وحزب العمل الحاكم المتسامحة تجاه الأجانب والهجرة. وكان المشتبه به قد كتب على صفحته في تويتر قبيل الهجومين بسويعات ما يلي (شخص واحد مؤمن يساوي قوة مائة ألف من الأشخاص الباحثين عن المصالح فقط). وقال أندرس بهرنغ بريفيك أنَّ ديانته هي الأودينية، وهي ديانة وثنية جديدة.

## التفجير

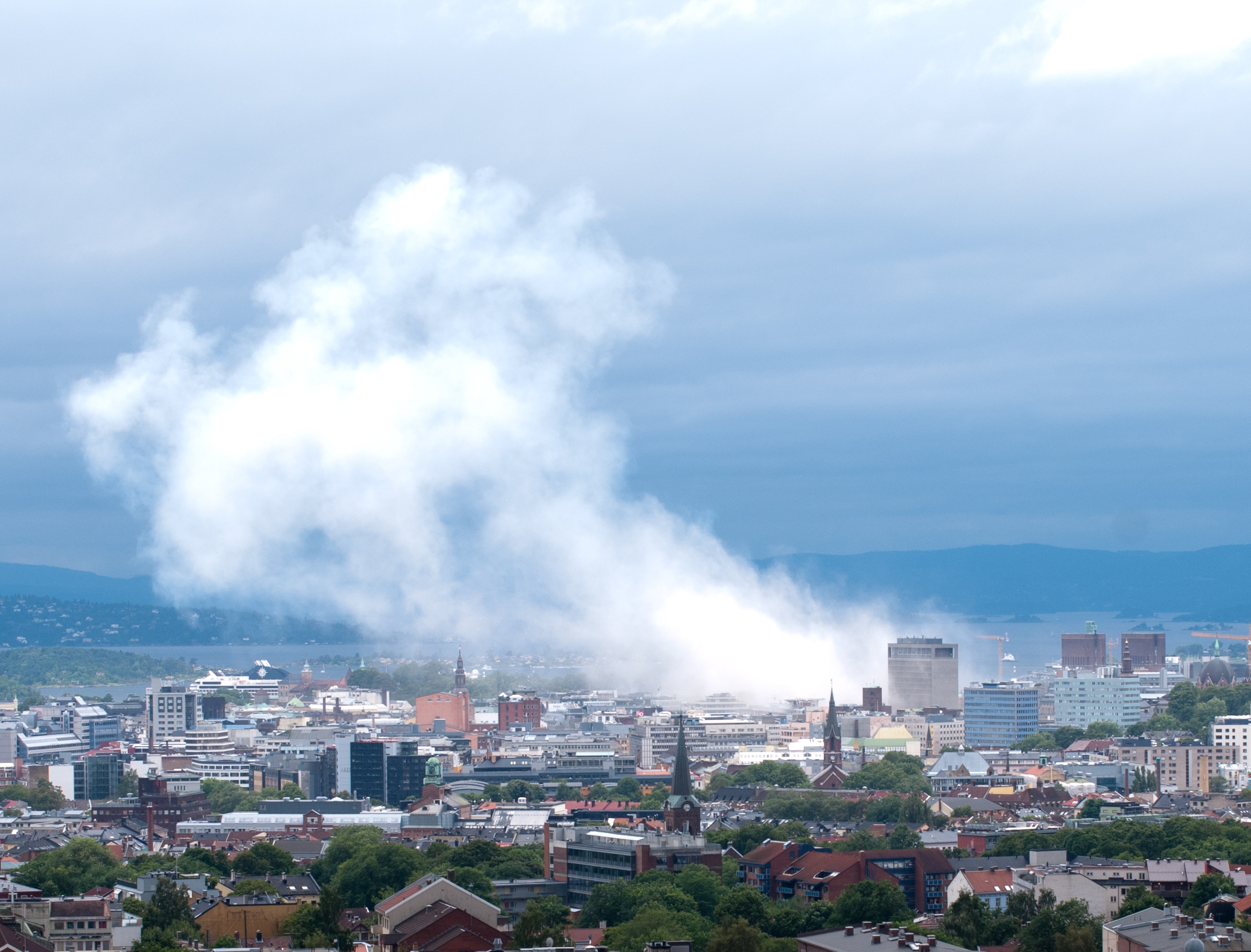
مشهد الانفجار في أوسلو

انفجار القنبلة وقع ظهيرة يوم الجمعة 22 يوليو 2011 في العاصمة النرويجية أوسلو واستهدف الانفجار المبنى الرئيسي للحكومة النرويجية الذي يضم مقار حكومية منها مقر رئاسة الوزراء النرويجية ومقار عدة وزارات كما طال التفجير مقر صحيفة فيردنز جانج كبرى الصحف الشعبية النرويجية وأحدث فيها دمار كبيرا ما دفعها إلى وصف مكان التفجير ببقعة حرب. ولم يصب رئيس الوزراء النرويجي بأذى لكن التفجير نجم عن مقتل 11 شخصا وإصابة أزيد من 20 شخصا حسب التقارير الأولية. ووصفت الشرطة النرويجية التفجير بالعمل الإرهابي وأكدت إطلاق عدة أعيرة نارية بعيد التفجير. فيما وصف رئيس الوزراء الوضع بالخطير رغم تأكيده على استعداد بلاده لمثل هذه الحوادث.

## مجزرة مخيم الشبيبة
بعيد التفجير بساعتين تزيد أو تقل اقتحم أندريس كيرفيك متقمصا زي الشرطة النرويجية مخيما صيفيا لشباب حزب العمال النرويجي الحاكم في جزيرة أوتايا (بالنرويجية: Utøya) وبدأ إطلاق النار عشوائيا على المتواجدين مما أدى إلى مصرع 85 شخصا وإصابة اخرين بجروح. لكن الشرطة النرويجية خفضت في ما بعد العدد الإجمالي لقتلى تفجير أوسلو والهجوم على مخيم الشبيبة إلى 76 قتيلا.

## النصب التذكارية
أقيمت العديد من النصب التذكارية في المدن النرويجية، وخططت الحكومة لإقامة نصبين تذكاريين بالقرب من موقع الحادث، إلا أن هذه الخطط اعترض عليها عدد من عائلات الضحايا ومواطنين، حيث قالت أم إيفا كاثنيكا، أحد ضحايا الهجمات، «أعتقد أننا لدينا عدد كافي من قبور أطفالنا، ولدينا أيضا مواقع لنصب تذكارية في مدننا.»